# ТОР «Бурятия»
Территория опережающего социально-экономического развития «Бурятия» — территория в Республике Бурятия, на которой действует особый правовой режим предпринимательской деятельности. Образована в 2019 году. На начало 2022 года на территории зарегистрировано 9 резидентов, общая сумма заявленных инвестиций составляет 12,6 млрд рублей.

## Развитие территории
ТОР «Бурятия» была создана в 2019 году в соответствии с Постановлением Правительства РФ от 14 июня 2019 года № 760. В 2020 году к территории были присоединены дополнительные участки, также был расширен список видов деятельности для резидентов с целью обеспечить возможность для новых инвестиционных проектов (в частности, по строительству Центра ядерной медицины и лечебно-оздоровительного комплекса). Еще одно расширение последовало в 2021 году.
ТОР «Бурятия» изначально обладает широкой специализацией: промышленность, сельское хозяйство, туризм. Впоследствии к этому прибавились проекты в области здравоохранения: в рамках режима ТОР в Улан-Удэ строится Центр ядерной медицины+.

## Центр ядерной медицины в Улан-Удэ
Строительство Центра ядерной медицины в Улан-Удэ стартовало в феврале 2020 года. Проект предполагает эксплуатацию позитронно-эмиссионной ядерной медицины, организацию производства радиофармпрепаратов для диагностики онкологических и кардиологических заболеваний. Проектная мощность Центра: более 7,3 тыс. исследований в год, около 5,5 тыс. из них будет проводиться бесплатно.
В конце 2021 года в корпус Центра провели электрообеспечение, начался набор персонала. 21 октября 2022 года состоялось открытие Центра ядерной медицины Улан-Удэ..
Общие инвестиции в проект составили более 1 млрд рублей.

## Другие проекты
В конце 2019 года резидент ТОР «Бурятия» ООО «Бурятский клинический госпиталь» запустило проект по строительству крупного частного госпиталя. Многопрофильное медицинское учреждение будет включать в себя отделение вспомогательных репродуктивных технологий, хирургическое отделение, отделение нейрофизиологии. Площадь здания составит более 4,5 тыс. кв. метров. Активная фаза строительства должна начаться весной 2022 года, к 2023 году строительные работы должны быть завершены. Сумма вложений в проект составляет 625 млн рублей.
«Свинокомплекс „Восточно-Сибирский“» (дочерняя компания «Сибагро») реализует в рамках ТОР проект по строительству крупного агрокомплекса. Предприятие замкнутого цикла предполагает единовременное содержание 35,5 тыс. голов свиней, объем инвестиций оценивается в 1,4 млрд рублей.
Компания «Битривер-Б» (входит в группу компаний BitRiver) готовит к запуску дата-центр на 100 МВт. Стоимость проекта оценивается в 900 млн рублей.